# Batrachomyia occidentalis
Batrachomyia occidentalis är en tvåvingeart som beskrevs av Curtis W. Sabrosky 1955. Batrachomyia occidentalis ingår i släktet Batrachomyia och familjen fritflugor. Inga underarter finns listade i Catalogue of Life.